# Меладзе, Валерий Шотаевич
Вале́рий Шота́евич Мела́дзе (груз. ვალერი შოთას ძე მელაძე, настоящее имя — Валериа́н; род. 23 июня 1965[…], Батуми, Аджарская АССР, Грузинская ССР, СССР) — российский певец, музыкальный продюсер, телеведущий и актёр; заслуженный артист Российской Федерации (2006), народный артист Чеченской Республики (2008).
За время карьеры достиг международного успеха в странах Восточной Европы. В 2004 году песня певца «Притяжения больше нет» в дуэте с группой «ВИА Гра» была признана лучшей песней года по версии MTV. В 2006 году по итогам хит-парада «Звуковая дорожка» занял 2-е место в списке самых популярных исполнителей в СНГ после Сергея Лазарева.
Трёхкратный обладатель Национальной российской музыкальной премии «Овация», многократный лауреат фестиваля «Песня года» и премии «Золотой граммофон», семикратный обладатель премии «Муз-ТВ», пятикратный обладатель премии «RU.TV». В качестве специального гостя участвовал в фестивале «Жара» в Баку и конкурсе «Новая волна» в Юрмале.
Помимо творчества занимается общественной деятельностью, член Общественной палаты Красногорска.
Младший брат композитора, певца, музыкального продюсера, заслуженного деятеля искусств Украины Константина Меладзе.

## Биография

### Детство, юность, начало творческой деятельности
Родился 23 июня 1965 года в Батуми в рабочем посёлке. Бабушка, дедушка, отец и мать работали инженерами. Здесь же окончил музыкальную школу по классу фортепиано. После окончания школы работал телефонистом.
В 1987 году окончил Николаевский кораблестроительный институт имени С. О. Макарова (ныне — Национальный университет кораблестроения имени адмирала Макарова) по специальности «инженер-механик по судовым энергетическим установкам». В 1994 году написана кандидатская диссертация на тему «Интенсификация обменных процессов в ионитном фильтре с псевдовибросжиженным слоем катиона». Во время учёбы участвовал в институтской музыкальной группе «Апрель».
Автором текстов, музыки и аранжировок почти всех песен является его старший брат Константин Меладзе. В период с 1989 по 1993 года братья Меладзе входят в состав рок-группы «Диалог». Знакомство с лидером группы Кимом Брейтбургом произошло благодаря барабанщику Анатолию Дейнеге и его жене, приметившей братьев на танцах в институте в Николаеве.

### Сольная карьера
Сольно впервые выступил в 1992 году с песней «Не тревожь мне душу, скрипка…» в рамках программы концерта «Звёздный вечер», посвящённой предстоящей зимней Олимпиаде в Альбервиле. В 1993 году выступил в Киеве на фестивале цветов «Роксолана»; тогда же был заключён контракт с продюсером Евгением Фридляндом. В декабре 1993 года по приглашению Аллы Пугачёвой принял участие в её «Рождественских встречах» с песней «Лимбо».
12 марта 1995 года вышел первый сольный альбом «Сэра», моментально принёсший ему славу. 7 октября 1996 года певец выпустил второй сольный альбом «Последний романтик», название которого унаследовано от посвящённого пианисту-виртуозу Владимиру Горовицу фильма 1987 года. Через полгода после выхода второго альбома (7 и 8 марта 1997 г.) прошло два концерта в СК «Олимпийский».
14 января 1998 года вышел третий сольный альбом «Самба белого мотылька». В декабре 1999 года вышел четвёртый сольный альбом «Всё так и было». 2 декабря 2003 года вышел пятый — «Нега». На создание последнего ушло три года. 1 октября 2008 года свет увидел шестой альбом — «Вопреки».
В 2005 году представил концертную программу «Океан». С этого же года Меладзе ежегодно входит в состав жюри международного конкурса молодых исполнителей популярной музыки «Новая волна».
В 2015 году в честь юбилея (50 лет), продюсерский центр Velvet Music подарил ему трибьют-альбом ВМ от VM с его песнями, которые были спеты артистами этого лейбла. В этом же году Валерий и Константин Меладзе впервые за 30 лет творческой деятельности записали совместный дуэт на песню «Мой брат».
В январе 2022 года выступил на фестивале VK Fest, в котором также участвовали Лолита, ST, Мари Краймбрери и другие исполнители.
В 2022 году выступил против российского вторжения на Украину, переехал в Испанию, прекратил выступления в России, продолжив концертную деятельность в других странах.

### Работа на телевидении
- 2004 — соведущий (с Русланой Писанкой) телепередачи «Страна Советов»[32] на телеканале «НТВ».
- 2005 — наставник (вместе с Александром Ревзиным и Екатериной Гечмен-Вальдек) музыкального телепроекта «Секрет успеха» на телеканале «Россия»[33].
- 2007 — музыкальный продюсер (вместе с братом Константином) седьмого сезона «Фабрики звёзд» на «Первом канале».
- 2012, 2013 г.г. — соведущий программы первого (вместе с Екатериной Варнавой и Натальей Стефаненко)[34] и второго (с Натальей Стефаненко и рэпером Потапом)[35] сезонов проекта «Битва хоров» на телеканале «Россия-1».
- 2017 — с февраля по апрель являлся наставником в 4 сезоне проекта «Голос. Дети вместе с Димой Биланом и Нюшей[36] на «Первом канале».
- 2018 — c февраля по апрель являлся наставником в 5 сезоне проекта «Голос. Дети» вместе с Бастой и Пелагеей на «Первом канале».
- 2018 — с сентября по октябрь стал наставником в 1 сезоне нового проекта «Голос. 60+» вместе с Леонидом Агутиным, Пелагеей и Львом Лещенко на «Первом канале».
- 2019 — с февраля по апрель вновь стал наставником в проекте «Голос. Дети» в 6 сезоне — вместе с Пелагеей и Светланой Лободой на «Первом канале».
- 2020 — с февраля по апрель вновь стал наставником в проекте «Голос. Дети» в 7 сезоне — вместе с Бастой и Полиной Гагариной на «Первом канале».

### Политическая деятельность
С 2003 года — член партии «Единая Россия».
В 2017 году по приглашению главы города Красногорск Радия Хабирова, включён в члены городской Общественной палаты г. Красногорск. В 2020 году переизбран на новый срок, входит в комиссию по общественному контролю, открытости власти и противодействию коррупции.
В 2018 году на выборах президента был зарегистрирован доверенным лицом кандидата Бориса Титова.
В феврале 2022 года выступил против вторжения России на Украину. После этого попал в «чёрный список» артистов, раскрытый изданием «Агентство».

## Семья
Отец — Шота Константинович Меладзе (29 октября 1933 — 20 января 2024)
Мать — Нелли Акакиевна Меладзе (род. 23 сентября 1934)
- Первая жена — Ирина Меладзе (Малухина). Брак был оформлен в марте 1989 года[15]. Ради получения московской прописки был оформлен фиктивный развод, в 1998 году они снова поженились[45]. В 2012 году отношения между супругами были фактически прекращены. 21 января 2014 года  был удовлетворён иск Валерия Меладзе о разводе[46].
  - Сын (родился в 1990 году и через 10 дней умер)[47][48].
  - Дочери: Инга (род. 7 февраля 1991) окончила Оксфордский университет[49][50], София (род. 19 мая 1999) и Арина (род. 7 декабря 2002) окончили Гимназию №1542[51].
    - Внук — Георгий (р. 2024), от Софии[52].
- По данным журнала «СтарХит», в 2014 году зарегистрировал брак с Альбиной Джанабаевой[53]. В ноябре 2018 года Джанабаева и Меладзе впервые дали совместное интервью, в котором рассказали о своей семейной жизни[54]. В мае 2019 года Джанабаева рассказала, что они с мужем проводят семейный отдых обычно либо во Франции, либо в Испании[55].
  - Сыновья: Константин[15] (род. 26 февраля 2004[56]), Лука[57] (род. 2 июля 2014)[58][59]. Дочь Агата (род. 12 апреля 2021)[60].
- Брат — Константин (род. 11 мая 1963).
- Сестра — Лиана Меладзе[61].

## Признание
Государственные награды
- 2005 — почётное звание «Заслуженный артист Автономной Республики Крым» — за значительные достижения в профессиональной деятельности, многолетний добросовестный труд и в связи с Днём независимости Украины[62]
- 2006 — почётное звание «Заслуженный артист Российской Федерации» — за заслуги в области музыкального искусства[4]
- 2008 — почётное звание «Народный артист Чеченской Республики» — за выдающийся вклад в развитие музыкального искусства[5][6][63]

Музыкальные премии
«Песня года»
- 1995 — за песню «Сэра»
- 1996 — за песню «Актриса»

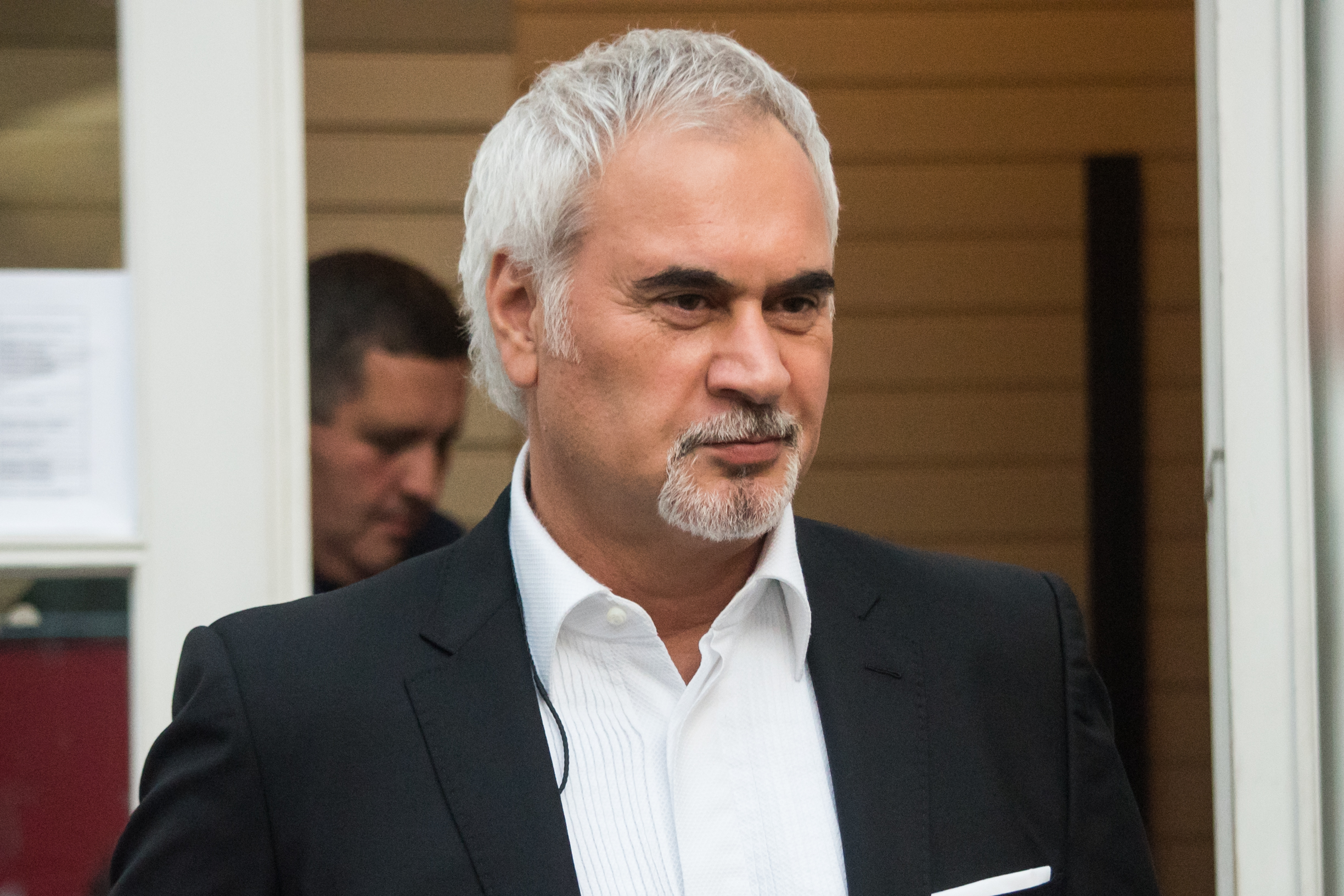
2017 год

- 1997 — за песню «Самба белого мотылька»
- 1998 — за песню «Говорила ты»
- 1999 — за песню «Красиво»
- 2000 — за песню «Ночь накануне Рождества»
- 2001 — за песню «Комедиант»
- 2002 — за песню «Спрячем слёзы от посторонних»
- 2003 — за песню «Океан и три реки» (дуэт с группой «ВИА Гра»)
- 2003 — за песню «Я не могу без тебя»
- 2004 — за песню «Притяженья больше нет» (дуэт с группой «ВИА Гра»)
- 2004 — за песню «Осколки лета»
- 2005 — за песню «Иностранец»
- 2005 — за песню «Салют, Вера!»
- 2006 — за песню «Без суеты»
- 2008 — за песню «Параллельные»
- 2009 — за песню «Вопреки»
- 2010 — за песню «Обернитесь» (дуэт с Григорием Лепсом)
- 2010 — за песню «Небеса»
- 2012 — за песню «Потерян и не найден»
- 2013 — за песню «Свет уходящего солнца» (дуэт с Вахтангом)
- 2013 — за песню «Не теряй меня» (дуэт с Валерией)
- 2014 — за песню «Свободный полёт»
- 2014 — премия в номинации «Певец года»
- 2015 — за песню «Мой брат» (дуэт с Константином Меладзе)
- 2016 — за песню «Прощаться нужно легко»
- 2017 — за песню «Свобода или Сладкий плен»
- 2018 — за песню «Мама, не горюй!» (дуэт с группой MBAND)
- 2019 — за песню «Чего ты хочешь от меня?»

«Овация»
- 1996 — лауреат премии в номинации «Песня года» (песня «Сэра»)[64]
- 1999 — лауреат премии в номинации «Солист года»[64]
- 2008 — лауреат премии в номинации «Поп-музыка»[64]

«Золотой граммофон»
- 1996 — за песню «Вера»
- 2000 — за песню «Текила-любовь»
- 2003 — за песню «Я не могу без тебя»
- 2004 — за песню «Притяженья больше нет» (дуэт с группой «ВИА Гра»)
- 2005 — за песню «Салют, Вера!»
- 2006 — за песню «Без суеты»
- 2007 — за песню «Сахара не надо»
- 2008 — за песню «Параллельные»
- 2009 — за песню «Вопреки»
- 2011 — за песню «Небеса»
- 2013 — за песню «Свет уходящего солнца» (дуэт с Вахтангом)
- 2014 — за песню «Свободный полёт»
- 2015 — за песню «Небеса» (юбилейная премия)
- 2016 — за песню «Любовь и млечный путь»
- 2018 — за песню «Свобода или Сладкий плен»
- 2019 — за песню «Чего ты хочешь от меня?»
- 2021 — за песню «Время вышло»

«Премия Муз-ТВ»
- 2004 — в номинации «Лучший дуэт» (дуэт с группой «ВИА Гра» «Океан и три реки»)
- 2004 — в номинации «Лучший исполнитель»
- 2005 — в номинации «Лучший дуэт» (дуэт с группой «ВИА Гра» «Притяженья больше нет»)
- 2005 — в номинации «Лучший исполнитель»
- 2006 — в номинации «Лучший исполнитель»
- 2013 — в номинации «Лучший дуэт» (дуэт с Вахтангом «Свет уходящего солнца»)
- 2014 — в номинации «Лучшее видео» (дуэт с Валерией «Не теряй меня»)

«Премия RU.TV»
- 2011 — в номинации «Лучший дуэт» (дуэт с Григорием Лепсом «Обернитесь»)
- 2013 — в номинации «Лучший певец»
- 2015 — в номинации «Артист года»
- 2017 — в номинации «Лучший видеоклип» (песня «Прощаться нужно легко»)
- 2019 — в номинации «Лучший дуэт» (дуэт с Мотом «Сколько лет»)

Прочие
- 2004 — премия «MTV Russia Music Awards 2004» в номинации «Лучшая песня» (дуэт с группой «ВИА Гра» «Притяжения больше нет»)
- 2010 — премия «20 лучших песен» (дуэт с Григорием Лепсом «Обернитесь»)
- 2011 — премия «20 лучших песен» (песня «Побудь со мной»)
- 2017 — премия «Звёзды Дорожного радио»
- 2018 — премия «Жара Music Awards 2018» в номинации «Лучший видеоклип» (песня «Свобода или сладкий плен»)
- 2019 — премия «TopHit Music Awards» в номинации «Лучший исполнитель»

## Творчество

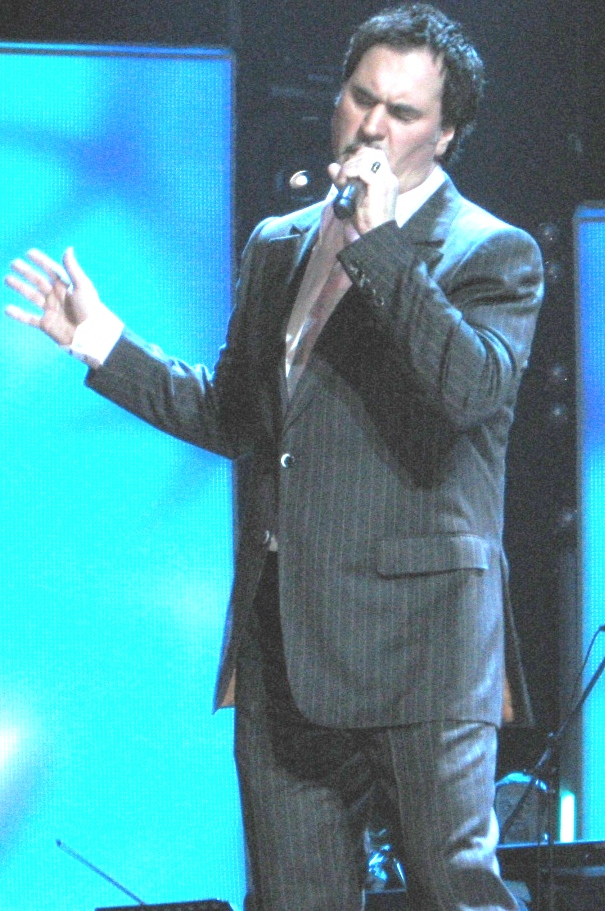
СК Олимпийский, 2008 год

### Дискография
Студийные альбомы
1. 1991 — «Посредине мира» (в составе группы «Диалог»)
2. 1993 — «Осенний крик ястреба» (в составе группы «Диалог»)
3. 1995 — «Сэра»
4. 1996 — «Последний романтик»
5. 1998 — «Самба белого мотылька»
6. 1999 — «Всё так и было»
7. 2003 — «Нега»
8. 2008 — «Вопреки»
9. 2015 — «Мой брат (синглы)»

Концерты, сборники
1. 1997 — «Live Olympic Moscow» (концертная запись)
2. 1999 — «The Best»
3. 2002 — «Настоящее»
4. 2005 — «Океан»
5. 2009 — «The Best»
6. 2015 — «Полста»

Видеоальбомы
1. 2006 — «Без суеты»
2. 2009 — «15. Все клипы»

### Видеография
| Год  | Клип                                       | Режиссёр                              | Альбом                                                                 |
| ---- | ------------------------------------------ | ------------------------------------- | ---------------------------------------------------------------------- |
| 1991 | «Один день»                                |                                       | «Сэра»                                                                 |
| 1994 | «Лимбо»                                    | Александр Файфман                     | «Сэра»                                                                 |
| 1994 | «Не тревожь мне душу, скрипка»             | Лина Арифулина                        | «Сэра»                                                                 |
| 1995 | «Сэра»                                     | Пётр Хазизов                          | «Сэра»                                                                 |
| 1995 | «Посредине лета»                           | Анастасия Рахлина                     | «Сэра»                                                                 |
| 1995 | «Ночь накануне Рождества»                  | Александр Файфман                     | «Сэра»                                                                 |
| 1996 | «Как ты красива сегодня»                   | Армен Петросян                        | «Последний романтик»                                                   |
| 1996 | «Девушки из высшего общества»              | Виктор Конисевич                      | «Последний романтик»                                                   |
| 1997 | «Самба белого мотылька»                    | Олег Гусев                            | «Самба белого мотылька»                                                |
| 1998 | «Старый год»                               | Вадим Верник                          | «Самба белого мотылька»                                                |
| 1998 | «Красиво»                                  | Олег Гусев                            | «Всё так и было»                                                       |
| 1998 | «Королева автострады»                      | Олег Гусев                            | «Всё так и было»                                                       |
| 1999 | «Мечта»                                    | Джаник Файзиев                        | «Всё так и было»                                                       |
| 1999 | «Рассветная»                               | Джаник Файзиев                        | «Всё так и было»                                                       |
| 2000 | «Текила-любовь»                            | Фёдор Бондарчук                       | «Нега»                                                                 |
| 2001 | «Комедиант»                                | Фёдор Бондарчук                       | «Нега»                                                                 |
| 2002 | «Спрячем слёзы от посторонних»             | Фёдор Бондарчук                       | «Нега»                                                                 |
| 2002 | «Я не могу без тебя»                       | Семён Горов                           | «Нега»                                                                 |
| 2003 | «Океан и три реки» (feat. ВИА Гра)         | Семён Горов                           | «Нега»                                                                 |
| 2003 | «Се ля ви»                                 | Фёдор Бондарчук                       | «Нега»                                                                 |
| 2004 | «Притяженья больше нет» (feat. ВИА Гра)    | Семён Горов                           | «Нега»                                                                 |
| 2004 | «Осколки лета»                             | Семён Горов                           | «Нега»                                                                 |
| 2005 | «Салют, Вера»                              | Семён Горов                           | «Вопреки»                                                              |
| 2005 | «Иностранец»                               | Семён Горов                           | «Вопреки»                                                              |
| 2006 | «Без суеты»                                | Семён Горов                           | «Вопреки»                                                              |
| 2006 | «Верни мою любовь» (feat. Ани Лорак)       | Семён Горов                           | «Вопреки»                                                              |
| 2007 | «Сахара не надо»                           | Алан Бадоев                           | «Вопреки»                                                              |
| 2007 | «Параллельные»                             | Алан Бадоев                           | «Вопреки»                                                              |
| 2008 | «Безответно» (feat. Анастасия Приходько)   | Алан Бадоев                           | «Вопреки»                                                              |
| 2008 | «Вопреки»                                  | Алан Бадоев                           | «Вопреки»                                                              |
| 2010 | «Обернитесь» (feat. Григорий Лепс)         | Влад Опельянц                         | «Мой брат»                                                             |
| 2010 | «Небеса»                                   | Алан Бадоев                           | «Мой брат»                                                             |
| 2011 | «Побудь со мной»                           | Алан Бадоев                           | «Мой брат»                                                             |
| 2012 | «Потерян и не найден»                      | Алан Бадоев                           | «Мой брат»                                                             |
| 2012 | «Свет уходящего солнца» (feat. Вахтанг)    | Алан Бадоев                           | «Мой брат»                                                             |
| 2013 | «Не теряй меня» (feat. Валерия)            | Алан Бадоев                           | «Мой брат»                                                             |
| 2014 | «Свободный полёт»                          | Алан Бадоев                           | «Мой брат»                                                             |
| 2015 | «Белые птицы»                              | Сергей Ткаченко                       | «Мой брат»                                                             |
| 2015 | «Мой брат» (feat. Константин Меладзе)      | Сергей Ткаченко                       | «Мой брат»                                                             |
| 2016 | «Прощаться нужно легко»                    | Сергей Ткаченко                       | без альбома                                                            |
| 2017 | «Свобода или сладкий плен»                 | Сергей Солодкий                       | без альбома                                                            |
| 2018 | «Мама, не горюй!» (feat. MBAND)            | Заур Засеев                           | без альбома                                                            |
| 2019 | «Сколько лет» (feat. Мот)                  | Заур Засеев                           | без альбома                                                            |
| 2019 | «Чего ты хочешь от меня?»                  | Заур Засеев                           | «Чего ты хочешь от меня? EP»                                           |
| 2019 | «Мегаполисы» (feat. Альбина Джанабаева)    | Заур Засеев                           | «Чего ты хочешь от меня? ЕР»/«Он моё всё» (альбом Альбины Джанабаевой) |
| 2020 | «Вижу Солнце»                              | Заур Засеев                           | без альбома                                                            |
| 2020 | «Время вышло»                              | Алексей Голубев                       | без альбома                                                            |
| 2021 | «Полюбил»                                  | Заур Засеев                           | без альбома                                                            |
| 2024 | «Небеса» (feat. Фёдор Фомин, DJ Bubblegum) | Павел Емельянов, Анастасия Калманович | без альбома                                                            |

### Фильмография
- 1996 — «Умереть от счастья и любви» — главный конструктор
- 1996 — «Старые песни о главном 2» — таксист
- 1997 — «Старые песни о главном 3» — Мимино
- 2001 — «Женское счастье» — камео
- 2002 — «Золушка» — отец Золушки, часовой мастер
- 2004 — «Сорочинская ярмарка» — чёрт
- 2006 — «Звёздные каникулы» — капитан Зет
- 2006 — «Первый дома» — мафиози
- 2008 — «Тариф Новогодний» — колоритный грузин
- 2009 — Карнавальная ночь с Максимом Авериным — самурай
- 2010 — «Дед Мороз всегда звонит трижды» — Дед Мороз
- 2014 — «Весёлые ребята;)» — камео

### Саундтреки
- 1996 — «Умереть от счастья и любви» («Одиночество», «Новогодняя», «Дорожная»)
- 1996 — «Старые песни о главном 2» («Ямайка»)
- 1997 — «Десять песен о Москве» («Подмосковные вечера»)
- 1997 — «Старые песни о главном 3» («Звёздочка моя ясная»)
- 1998 — «Новогодняя ночь в Опере» («Скажите, девушки»)
- 1999 — «Незнайка на Луне (мультфильм)» («Незнайка на Луне»)
- 2000 — «Старые песни о главном. Постскриптум» («Свадьба»)
- 2001 — «Женское счастье» («Не уходи»)
- 2002 — «Золушка» («Чего не могут люди»)
- 2004 — «Сорочинская ярмарка (мюзикл)» («Ты понравилась мне», «Не купишь любовь»)
- 2006 — «Звёздные каникулы» («Сделай это прямо сейчас»)
- 2006 — «Первый дома» («Под снегом»)
- 2008 — «Адмиралъ» («Вопреки»)
- 2011 — «Дед Мороз всегда звонит трижды» («Старый год»)
- 2016 — «Млечный путь» («Любовь и Млечный путь»)

### Синглы
- 1993 — «Лимбо»
- 1994 — «Не тревожь мне душу, скрипка»
- 1994 — «Золотистый локон»
- 1995 — «Сэра»
- 1995 — «Посредине лета»
- 1995 — «Женщина в белом»
- 1995 — «Так и скажи»
- 1996 — «Ночь накануне рождества»
- 1996 — «Актриса»
- 1996 — «Как ты красива сегодня»
- 1996 — «Девушки из высшего общества»
- 1997 — «Река времени»
- 1997 — «Самба белого мотылька»
- 1998 — «Старый год»
- 1998 — «Говорила ты»
- 1998 — «Королева автострады»
- 1999 — «Красиво»
- 1999 — «Ночная лилия»
- 1999 — «Рассветная»
- 1999 — «Мечта»
- 2000 — «Шоу-бизнес»
- 2000 — «Текила-любовь»
- 2001 — «Не уходи»
- 2001 — «Сделай это прямо сейчас»
- 2001 — «Комедиант»
- 2002 — «Спрячем слёзы от посторонних»
- 2002 — «Я не могу без тебя»
- 2002—2003 — «Чего не могут люди»
- 2003 — «Океан и три реки» (feat. ВИА Гра)
- 2003 — «Се ля ви»
- 2004 — «Притяженья больше нет» (feat. ВИА Гра)
- 2004 — «Осколки лета»
- 2005 — «Салют, Вера»
- 2005 — «Иностранец»
- 2006 — «Без суеты»
- 2006 — «Верни мою любовь» (feat. Ани Лорак)
- 2007 — «Сахара не надо»
- 2007 — «Параллельные»
- 2008 — «Безответно» (feat. Анастасия Приходько)
- 2008 — «Вопреки»
- 2010 — «Обернитесь» (feat. Григорий Лепс)
- 2010 — «Небеса»
- 2011 — «Побудь со мной»
- 2012 — «Потерян и не найден»
- 2012 — «Свет уходящего солнца» (feat. Вахтанг)
- 2013 — «Не теряй меня» (feat. Валерия)
- 2014 — «Свободный полёт»
- 2015 — «Белые птицы»
- 2015 — «Мой брат» (feat. Константин Меладзе)
- 2016 — «Любовь и млечный путь»
- 2016 — «Прощаться нужно легко»
- 2017 — «Свобода или сладкий плен»
- 2018 — «Мама, не горюй!» (feat. MBAND)
- 2019 — «Сколько лет» (feat. Мот)
- 2019 — «Чего ты хочешь от меня?»
- 2020 — «Вижу Солнце»
- 2020 — «Время вышло»
- 2021 — «Полюбил»[65]
- 2024 — «Зима так близко» (feat. Константин Меладзе)
- 2024 — «Небеса» (feat. Фёдор Фомин, DJ Bubblegum)[66]
- 2025 — «Игры»

## Документальные фильмы и телепередачи
- «Валерий Меладзе. „Никто не виноват“» («Первый канал», 2013)[67][68]
- «Братья Меладзе. Вместе и врозь» («ТВ Центр», 2014)[69]